# RFN museum
RFN museum är ett museum utanför Vidsel, Älvsbyns kommun, inrymt i en av RFN:s (Vidsels flygplats) äldsta hangarer. Där speglas verksamheten vid RFN sedan 1958. En unik samling av fjärrstyrda målflygplan ingår i utställningen med bland annat Jindivik som var Sveriges första målrobot. Dessutom finns J 33 Venom, J 32 Lansen, J 35 Draken, JA 37 Viggen samt Hkp 3 och Hkp 2
I museet finns en mängd bildmaterial, föremål från olika verksamheter samt en konferenslokal. Museet invigdes 1999 i samband med 40-årsminnet av den första Jindivikflygningen.

## Fotogalleri

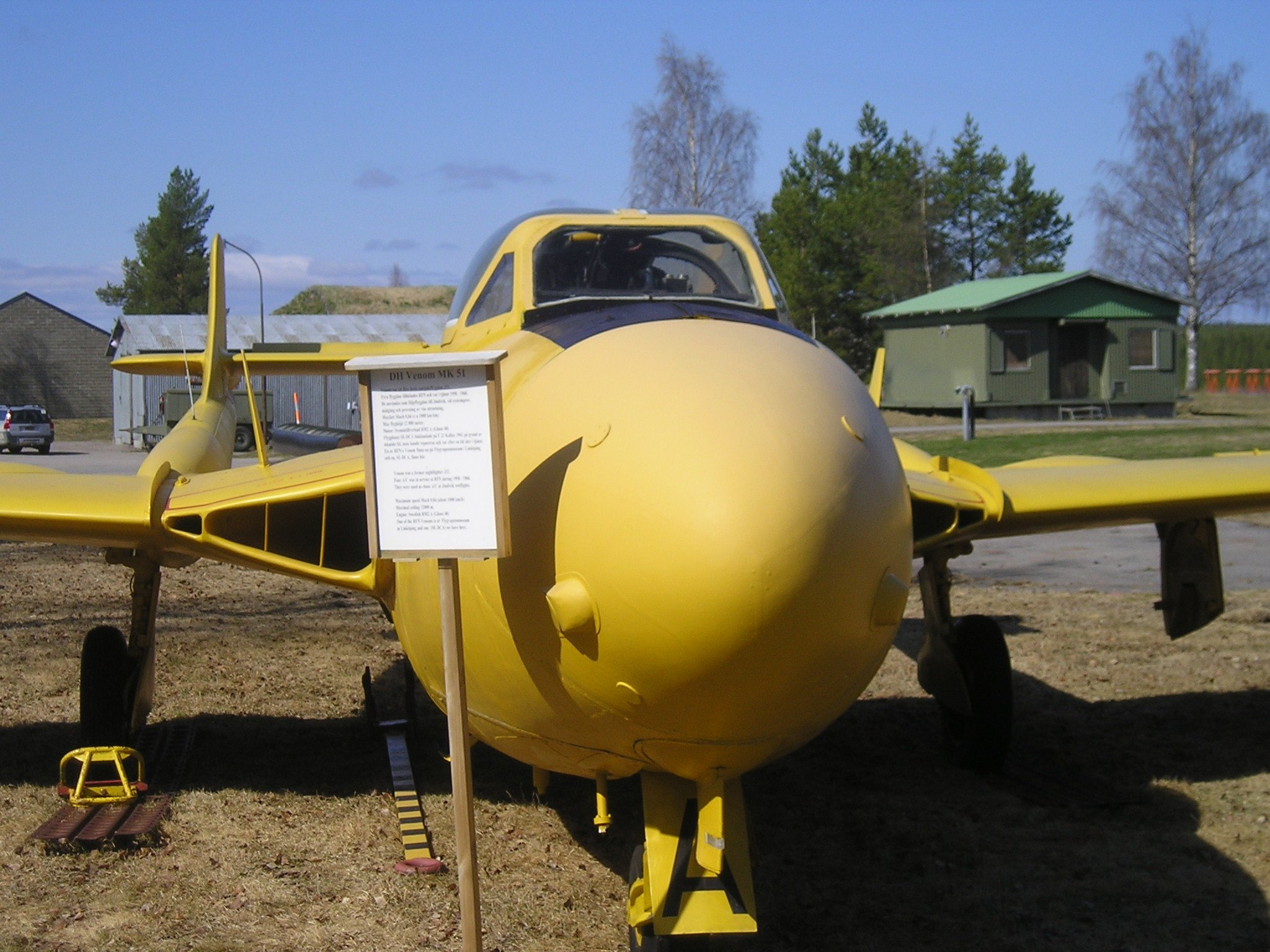
RFN:s de Havilland Venom
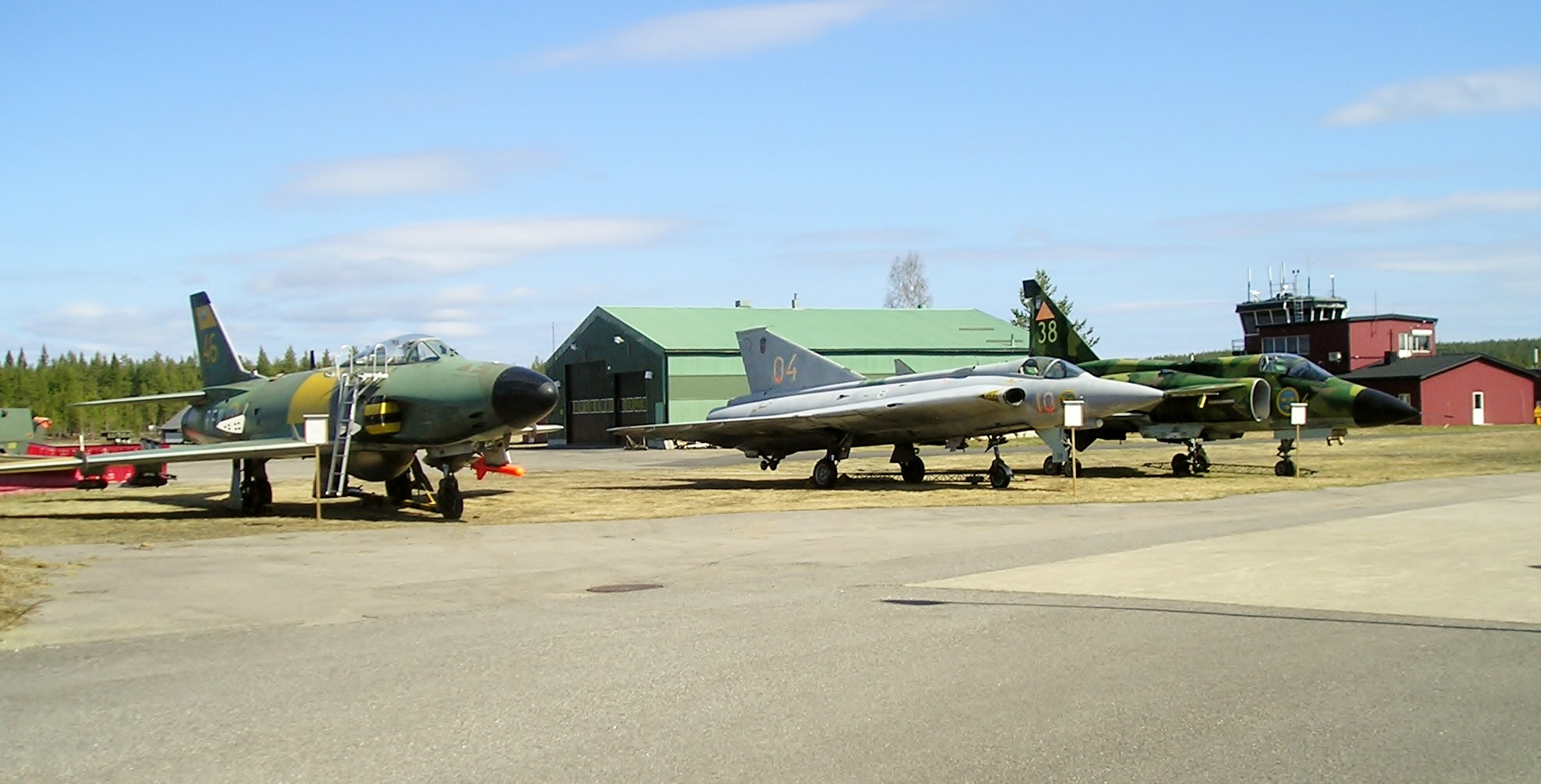
Flygplan som disponerats av RFN eller utfört prov vid RFN.
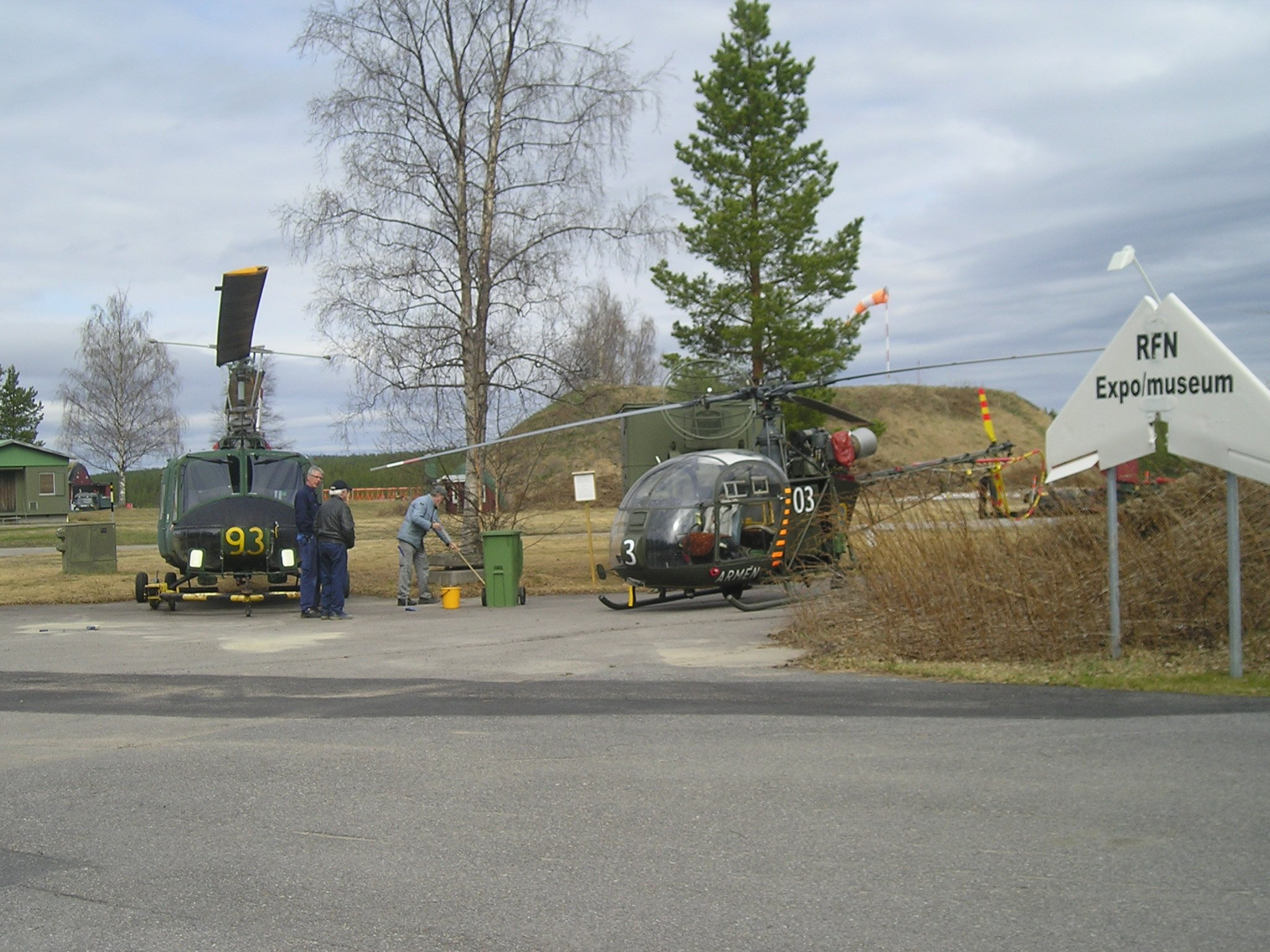
Helikoptrar som disponerats av RFN, Hkp 3 samt Hkp 2 Alouette.